# Esqueleto

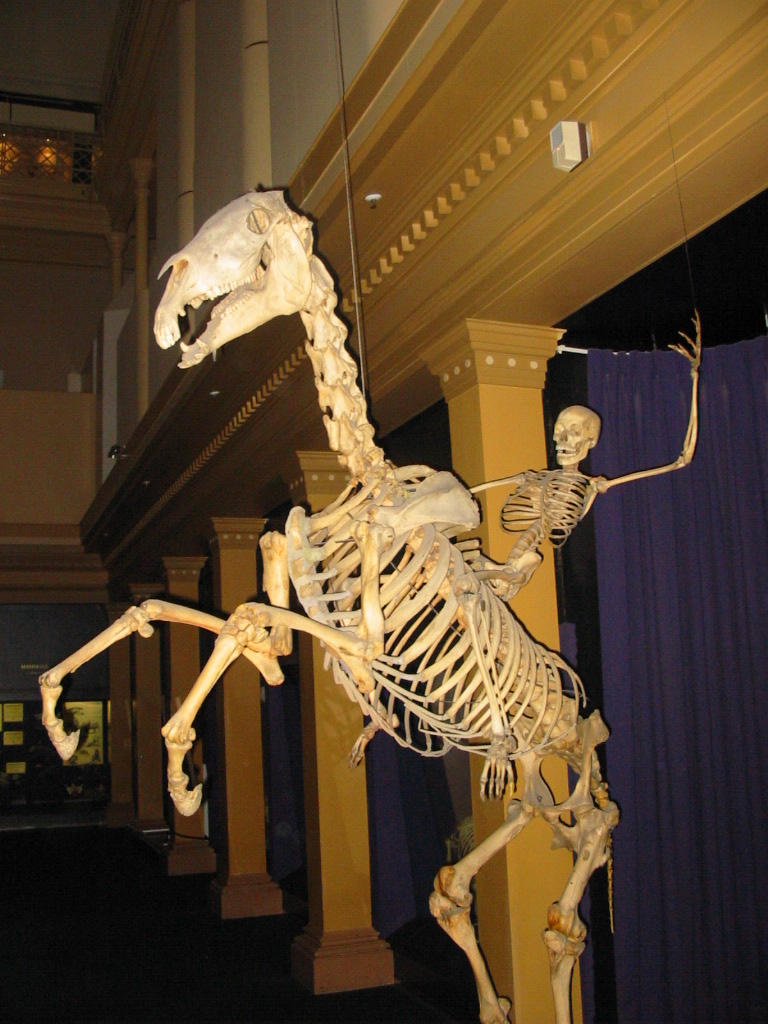
Os esqueletos de um homem e de um cavalo expostos num museu australiano em Sydney, Austrália.

Esqueleto é um nome genérico dado a estruturas de sustentação, principalmente de seres vivos, podendo ser usado também em outras áreas, como engenharia e construção. Há três principais tipos de esqueletos de seres vivos:
- Exoesqueleto ou esqueleto externo - presente em artrópodes, como formigas, aranhas, e caranguejos, e em alguns outros invertebrados, como as conchas de alguns moluscos. Seu principal componente é a quitina, um polissacarídeo associado a outros grupos amino.

- Endoesqueleto ou esqueleto interno - presente por exemplo em vertebrados, como peixes, gatos e humanos. Exemplo: esqueleto humano. Os esqueletos internos são formados por ossos, sendo estes órgãos compostos predominantemente por tecido ósseo verdadeiro e, em menor proporção, por outros tipos de tecidos

- Hidroesqueleto ou esqueleto hidrostático - consiste em cavidades preenchidas por fluidos, presente em equinodermos como estrela-do-mar, anelídeos como a minhoca e nematóides, entre outros invertebrados.

## Humanos

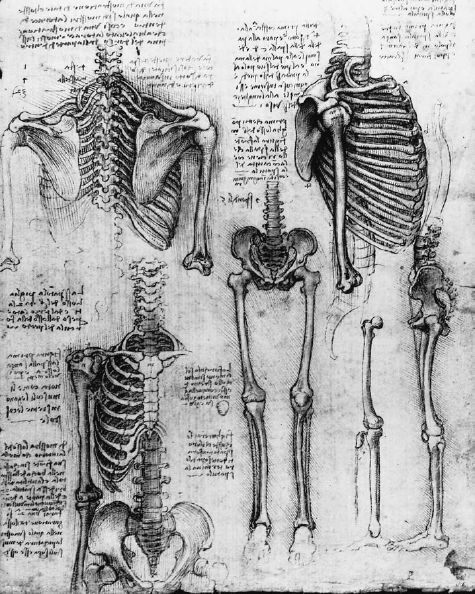
Estudo de esqueletos, c. 1510, por Leonardo da Vinci.

O esqueleto humano é constituído de ossos fundidos, completados por cartilagem e sustentados por ligamentos, tendões e músculos. É um arcabouço (armadura, armação estrutura) que serve como um andaime, ancora os músculos e protege órgãos como o  cérebro, pulmão e coração. Os dentes não se constituem de tecidos geralmente encontrados em outros ossos, por isso não são considerados ossos e eles não são membros do sistema esquelético. O maior osso do corpo é o fêmur localizado na coxa, e menor é o estribo no ouvido médio. Em um adulto, o esqueleto representa cerca de 14% do peso corporal total, e metade desse peso é água.
Dentre os ossos fundidos, estão os da pelve e o crânio. Nem todos os ossos estão interligados diretamente: Existem três ossos em cada ouvido médio chamados ossículos que se articulam apenas uns com os outros. O osso hioide, que está localizado no pescoço e serve como ponto de ligação para a língua, não se articula com os outros ossos do corpo, sendo apoiado por músculos e ligamentos.
Existem 206 ossos no esqueleto humano adulto podendo ocorrer variação. Esse número depende de se os ossos pélvicos - que não tem dominação de cada lado - são contados como um ou três ossos em cada lado (ílio, ísquio e púbis), se o cóccix ou cauda óssea é contado como um ou quatro ossos separados, e não conta os ossos wormianos variáveis entre suturas do crânio. Do mesmo modo, o sacro é geralmente considerado como um único osso, em vez de cinco vértebras fundidas. Existe também um número variável de pequenas ossos sesamoides, comumente encontrados em tendões. A patela ou rótula em cada lado é um exemplo de um osso sesamoide maior. As rótulas são contadas no total, uma vez que são constantes. O número de ossos varia entre os indivíduos e com a idade - recém-nascidos têm mais de 270 ossos, alguns dos quais estão fundidos. Esses ossos são organizados em um eixo longitudinal, o esqueleto axial, ao qual o esqueleto apendicular está ligado.
O esqueleto humano leva 20 anos para estar totalmente desenvolvido. Em muitos animais, os ossos do esqueleto contêm medula, que produz células sanguíneas.
Grande parte do esqueleto humano mantém o padrão segmentar antigo presente em todos os vertebrados (mamíferos, aves, peixes, répteis e anfíbios), com unidades básicas sendo repetidas. Este padrão segmentar é particularmente evidente na coluna vertebral e na caixa torácica.

## Ossos e cartilagem

### Ossos
.

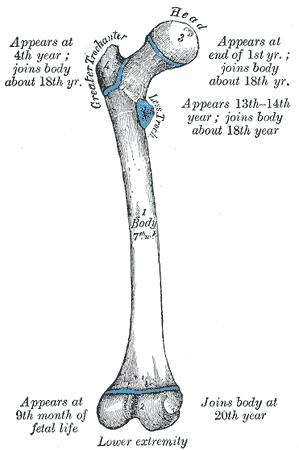
O fêmur é o osso mais longo dos seres humanos

Os ossos são órgãos que fazem parte da endoesqueleto dos vertebrados. Sua função é mover, apoiar e proteger os vários órgãos do corpo, produzir glóbulos vermelhos e brancos e armazenar minerais. O tecido ósseo é um tipo de tecido conjuntivo denso. Por apresentam-se em uma variedade de formas e ter um complexa estrutura interna e externa, os ossos são leves, porém fortes e rígidos, para além de cumprirem a muitas outras funções. Um dos tipos de tecido que compõe o osso é o tecido ósseo mineralizado, também chamado apenas tecido ósseo, que lhe confere rigidez e uma estrutura tridimensional interna em forma de favo de mel. Outros tipos de tecido encontrados nos ossos incluem medula, endósteo e periósteo, nervos, vasos sanguíneos e cartilagem. Existem 206 ossos no corpo humano adulto e 270 em uma criança.

#### Volume ósseo
O volume de osso é determinado pelas taxas de formação de osso e reabsorção óssea. Uma pesquisa recente sugeriu que determinados fatores de crescimento podem trabalhar para alterar localmente a formação óssea, aumentando a atividade dos osteoblastos. Numerosos fatores de crescimento relativos a ossos foram isolados e classificados através de culturas de ossos. Estes fatores incluem o fator de crescimento semelhante à insulina I e II, o fator de transformação do crescimento beta, o fator de crescimento de fibroblastos, o fator de crescimento derivado de plaquetas e as proteínas morfogenéticas ósseas Evidências sugerem que as células ósseas produzem fatores de crescimento para o armazenamento extracelular na matriz óssea. A liberação destes fatores de crescimento a partir da matriz óssea poderia causar a proliferação de precursores dos osteoblastos. Essencialmente, os fatores de crescimento ósseo podem atuar como determinantes potenciais de formação de osso local. Pesquisas sugerem que o volume de osso trabecular na osteoporose pós-menopausa pode ser determinada pela relação entre a superfície de formação óssea total e o porcentagem da superfície de reabsorção.

### Cartilagem

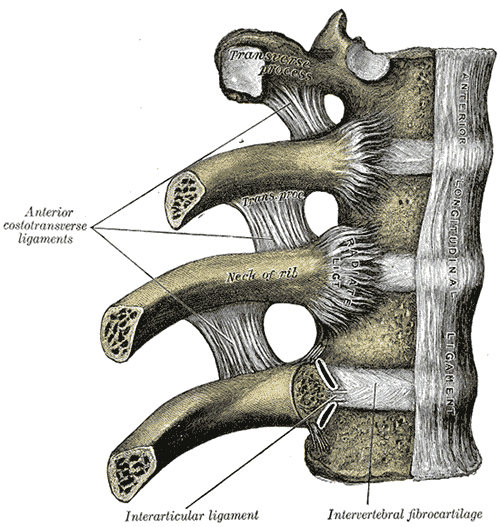
Os discos intervertebrais são formados por cartilagem.

Um erro comum é considerar que a cartilagem está presente apenas na área do nariz de um ser humano. No entanto, quando os seres humanos estão no início de seu desenvolvimento no útero, eles têm um precursor de cartilagem à sua estrutura esquelética. Grande parte dessa substância é então substituída por osso durante o segundo e terceiro trimestre, quando então outras estruturas, como os músculos, se formam em torno dele, formando o esqueleto. A cartilagem é um tecido conjuntivo duro e inflexível encontrado em muitas áreas nos corpos de humanos e de outros animais, incluindo as articulações entre ossos, as costelas, as orelhas , o nariz, o cotovelo, o joelho, o tornozelo, os brônquios e o disco intervertebral. Não é tão dura e rígida como o osso, mas é mais rígida e menos flexível do que o músculo.
A cartilagem é composta por células especializadas chamadas condrócitos que produzem uma grande quantidade de matriz extracelular composta de fibras de colágeno Tipo II (exceto fibrocartilagem que também contém colágeno tipo I), substância fundamental abundante rica em proteoglicano e fibras elásticas. A cartilagem é classificada em três tipos: cartilagem elástica, cartilagem hialina e cartilagem fibrosa, que diferem nas quantidades relativas destes três componentes principais.
Ao contrário de outros tecidos conjuntivos, a cartilagem não contém vasos sanguíneos. Os condrócitos são abastecidos por difusão, ajudada pela ação de bombeamento gerado pela compressão da cartilagem articular ou flexão da cartilagem elástica. Assim, em comparação com outros tecidos conjuntivos, a cartilagem cresce e se reconstitui mais lentamente.